# Tecolotlán
Tecolotlán è un comune del Messico, situato nello stato di Jalisco.